# Fast N' Loud Clip Show
Fast N' Loud Clip Show (Fast N' Loud - Demolition Theater) è un reality show televisivo statunitense, spin-off di Fast N' Loud. Il programma viene trasmesso negli Stati Uniti da Discovery Channel dal 14 aprile 2014. In Italia è stato trasmesso da Motor Trend.

## Doppiatori
- Patrizio Prata: Richard Rawlings